# Багатовибійна свердловина

Багатовибійна свердловина

Багатовибійні свердловини

Багатовибійна свердловина — свердловина, яка має основний (переважно вертикальний) та один або декілька додаткових стовбурів (відгалужень, розгалужень) і експлуатується через одне гирло (на відміну від свердловини багатостовбурної).
Переваги С.б. — суттєве збільшення корисної довжини свердловини у продуктивному пласті і відповідно зони дренування та поверхні фільтрації. Додаткові стовбури часто можуть переходити у горизонтальні. Все це обумовлює підвищення дебіту свердловин, зростання загальної нафтовіддачі родовища, можливість залучення у розробку малодебітних родовищ.
Вперше багатовибійна свердловина була споруджена у 1947 р. на Краснокамському родовищі. Згодом цей спосіб дістав поширення на Ішимбаєвському нафтовому родовищі. З 1956 р. багатовибійне буріння застосовується в Україні на Бориславському нафтовому родовищі.